# Lista över stadsarkitekter i Finspång
Historik över stadsarkitekter i Finspång. 
| Namn             | Stadsarkitekt |
| ---------------- | ------------- |
| Arvid Falkenberg | 1960 - 19??   |